# Haemimont Games
Haemimont Games és una empresa búlgara que desenvolupa videojocs fundada per Gabriel Dobrev el setembre de 1997 i amb seu a Sofia. La companyia se centra principalment a produir jocs d'estratègia de simulació, construcció de ciutats i història antiga, però també ha desenvolupat títols en el gènere de jocs de rol. Té uns 60 empleats, el que el converteix en el desenvolupador de videojocs més gran de Bulgària.
Els seus videojocs principals són d'estratègia i història medieval com, per exemple, les sagues Imperivm, Tzar o els actuals Glory of the Roman Empire, Celtic Kings entre d'altres.

## Història
L'empresa es va fundar el setembre de 1997 a Sofia i l'any 2000 va firmar un acord important amb FX Interactive per crear jocs com Imperivm: la Guerra de las Galias a l'octubre de 2002, Imperivm 2: la Conquista de Hispania el 2003, Imperivm 3: las Grandes Batallas de Roma el 2004 i Tzar el 2003.